# 天津博物馆
天津博物馆，简称天博，前身是1918年6月1日成立的天津博物院，是中华人民共和国天津市的一座大型历史艺术类综合性博物馆，坐落于天津市河西区友谊路与平江道交口的天津文化中心，总建筑面积64,003平方米。天津博物馆前身可追溯到1918年成立的天津博物院，是中国较早建立的博物馆之一。天津博物馆馆藏为中国历代艺术品和近现代历史文献、地方史料并重，现有古代青铜器、陶瓷器、法书、绘画、玉器、玺印、文房用具、甲骨、货币、邮票、敦煌遗书、竹木牙角器、地方民间工艺品及近现代历史文献等各类藏品近20万件，图书资料20万册。
2007年底，天津博物馆对外免费开放，2008年，天津博物馆被评为国家一级博物馆，2012年迁至天津文化中心新址。

## 名称

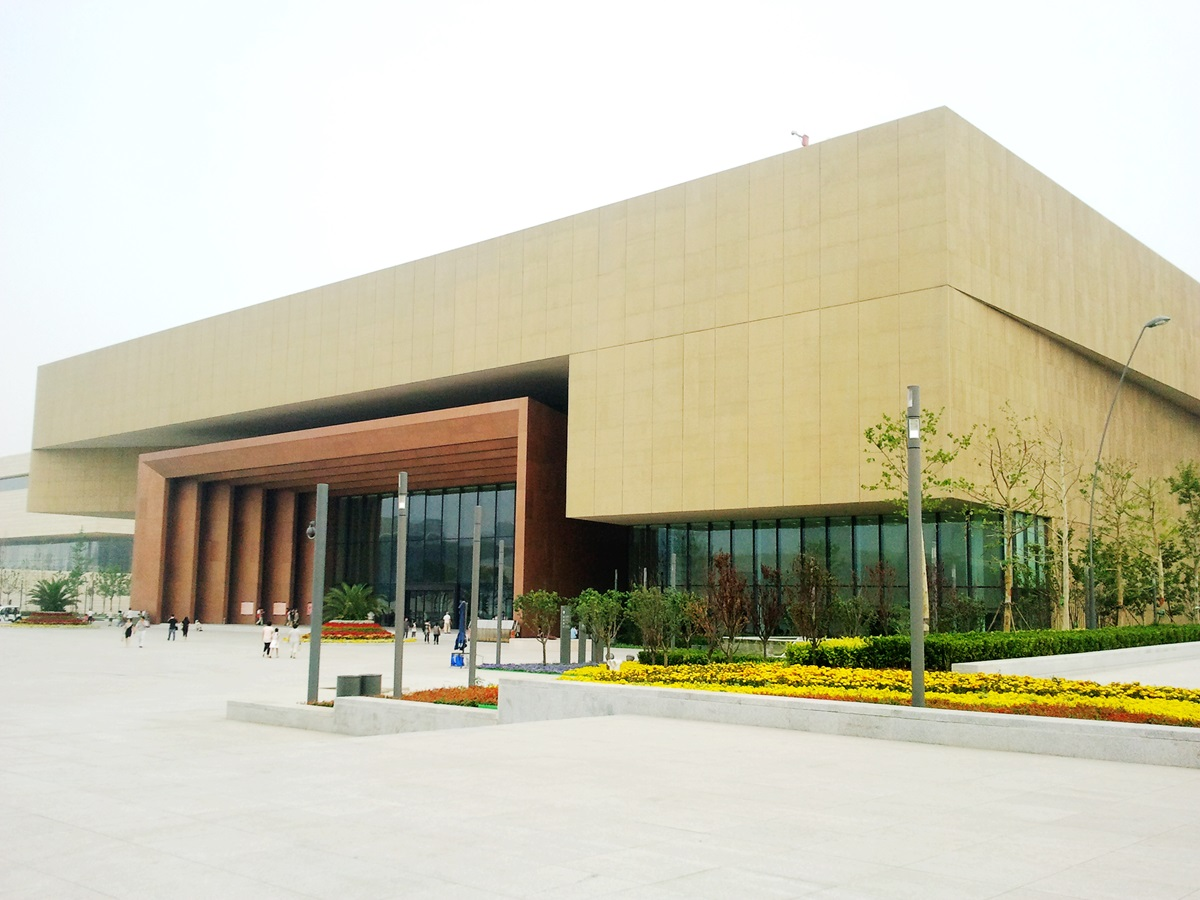
2012年的天津博物馆外景

天津博物馆的前身是1918年6月1日成立的天津博物院。1928年11月，曾更名为河北第一博物院。1935年1月，更名为河北博物院。1941年1月，河北博物院正式更名为天津特别市立博物院。

## 历史

### 筹备

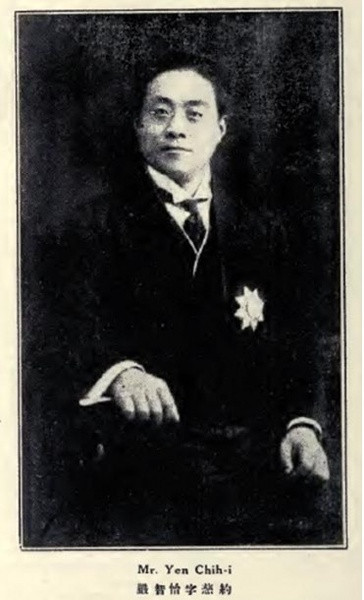
天津博物院的创始人严智怡

天津博物馆的前身天津博物院的筹建工作始于1913年。时任直隶商品陈列所所长严智怡就和华学涑、陆莘农、俞品三等酝酿成立博物院之事，特别是在直隶商品陈列所进行直隶省实业大调查之时，再三关照在调查实业情况之外，还要留意本省156个县的名胜古迹、历史文物、风俗掌故等资料和实物，以为建院之需。1915年，美国举办旧金山巴拿马太平洋博览会，北洋政府农商部全权办理参博事宜，各省成立筹备巴拿马赛会出口协会，征集参博物品。严修次子严智怡出席巴拿马万国博览会时，考察了美国教育与博物馆。回国后，严智怡、李琴湘、华学涑等开始着手在天津筹备博物馆。1916年2月，直隶巡按使公署教育科、天津县劝学所及省立各学校，向直隶省巡按使朱家宝提出申请，创办博物院，“定名为天津博物院，委托直隶商品陈列所代为筹备”。同年4月，天津博物院筹备处在河北公园（今天津中山公園）内的直隶省商品陈列所成立并开始征集藏品。天津博物院筹备处计划于1917年10月10日正式成立，但因当年9月天津遭遇洪水而推迟。

### 1918至1949年

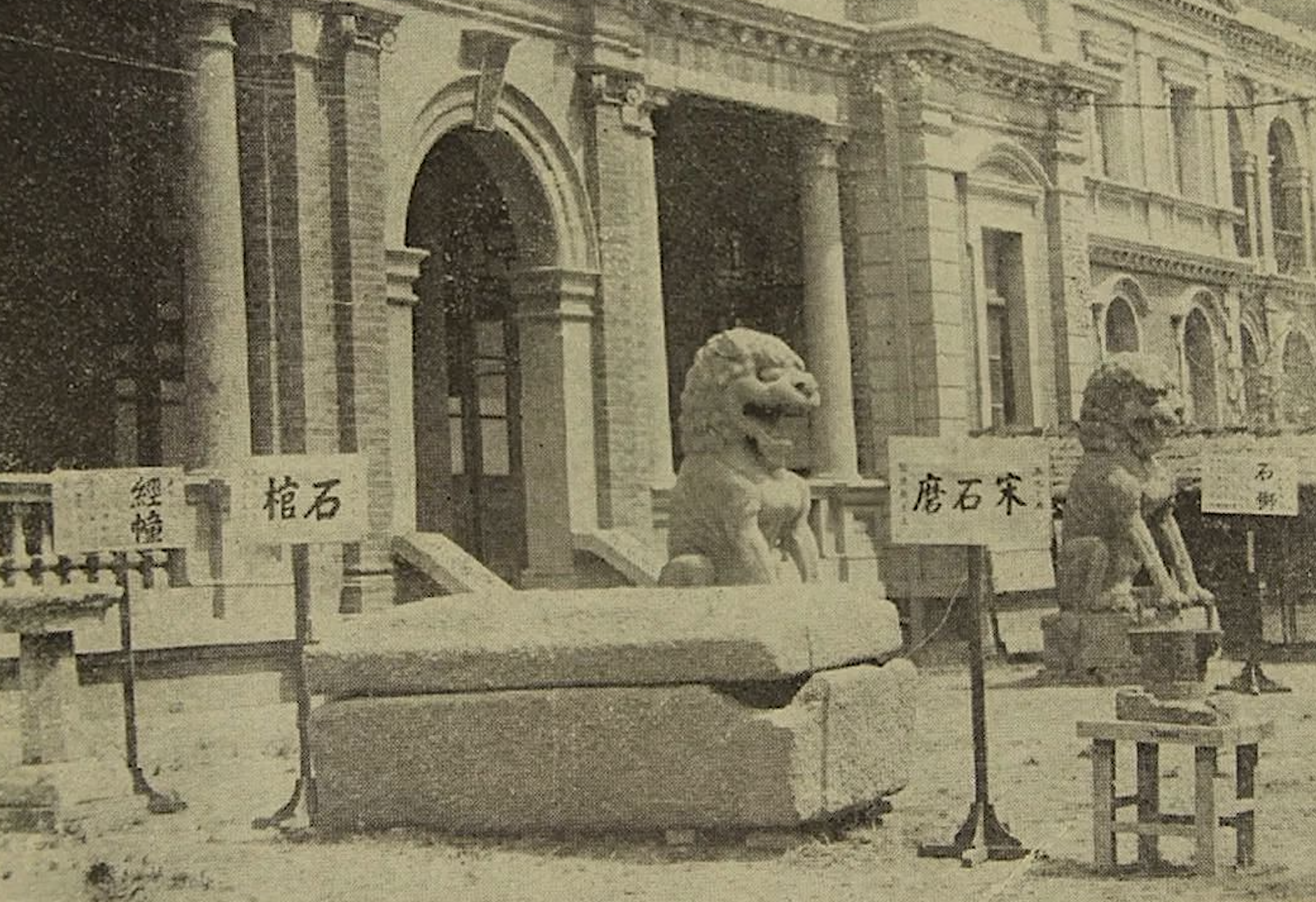
1918年的天津博物馆

1918年6月1日，天津博物院首次召开为期两个月展览会，被视为天津博物院的正式成立。展览会仿照巴拿马万国博看会的格局布置，分为五大部分，分别是陈列馆、演说坛、武术馆、游艺部和余兴部，陈列馆内容分为自然、历史两部分，其中自然部分是中国境内第一次使用“帕诺拉玛式”陈列法的陈列方法。这次展会展品2万件，参观人次近3万。展览会后，博物院迁往种植园（今北宁公园）东侧的旧劝业道署。1920年7月，河北省实业厅复令各直辖机关协助提供博物馆经费。同年，宋代古器物在巨鹿县被发现，天津博物院组织搜集并对公众答疑。1922年，经实业厅厘定博物院章程，“以本院成立，咸赖公私机关及各人赞助之力，因组织董事会，凡补助经费之学校机关团体或各人捐助资金物品价值至二百元以上者，皆推为本院董事，共负监督指导之责”，首届董事会成立。至此，天津博物院正式由董事会运营，其经济来源为直隶实业厅为主、民间自筹为辅。
1923年2月25日，在个人捐助的支持下，经过多年筹备，天津博物院第二次开馆。1924年，第二次直奉战争期间，天津博物院受到波及，根据1942年出版的《天津特别市市立博物院概况》记载，当时天津博物院“终岁为军队驻扎，屋宇器用，大半摧毁，犹幸陈列物品缄扃牢固，尚无损失。本院因无固定基金，又不支领经费，数年之中，补助中断，业务益陷停顿”。1928年冬，河北省政府委员会决定，博物馆经费由省财政拨付，实行全额拨款，并将天津博物院更名为“河北第一博物院”。同年，原天津社会教育广智馆更名为天津广智馆。
1929年冬，第二次直奉战争期间驻扎在博物院内的军队撤离。1930年1月，博物院得以恢复展览。同年10月，天津市立美术馆成立并举办第一次展览会。1931年9月，《河北第一博物院半月刊》正式刊发。1933年5月，在河北省政府委员会决定，将博物院每月所领款项改为补助费，由全额拨款改为差额补助，减少了经费的支持。1934年12月，河北省政府批准，自1935年1月1日始，河北第一博物院更名为“河北博物院”，并修正博物院章程。
1937年7月，日本军队占领天津后，对博物院进行了洗劫。河北博物院暂借天津市立美术馆设立办事处。1938年5月，河北省公署同意将南北运河河务局在宙纬路的西院1座楼房及8间平房作为博物院新址。同年11月，博物院将办事处移入新址。1939年12月，河北省公署停发各机关补助费，导致博物院无法维持。1940年5月22日，天津特别市公署接收并核发经费。1941年1月，河北博物院正式更名为天津特别市立博物院，天津市立美术馆更名为天津市立艺术馆。
太平洋战争后，于1942年8月30日，天津私立新学中学校长校舍被日军占领，改为天津市立第三中学及日语专科学校，张元第任校长将该校附属华北博物院收藏的鲸鱼骨骼等送往天津特别市立博物院。
1945年，抗日战争结束后，更名为“河北省立天津博物馆”。

### 1949至2004年
中国共产党攻占天津后，河北省立天津博物馆由天津市教育局接管，并于1949年初更名“天津市立博物馆”。1950年11月，该馆改属天津市文化事业管理局，遂更名为“天津市立第一博物馆”，直至1952年10月。天津社会教育办事处存在于1915年至1925年。1925年1月在此处基础上成立天津广智馆。1937年7月30日闭馆。1945年8月15日恢复。中国共产党攻占天津后，该馆由天津市教育局接管。1950年11月改属于天津市文化事业管理局，遂更名为“天津市立第二博物馆”，直至1952年10月。中国共产党攻占天津后，天津市市立艺术馆由天津市教育局接管。1950年11月起归属天津市文化事业管理局，并未更名。天津华北城乡物资交流展览会，始建于1951年7月10日。1954年5月16日，又在此基础上建立了华北人民博览馆，直至1955年3月结束。1952年6月，天津市立第一博物馆与市立第二博物馆开始筹划合并事宜。1952年10月20日，天津市历史博物馆正式成立，馆址位于南开区二纬路。1952年底和1955年3月，天津市市立艺术馆和华北人民博览馆分别并入。至此，天津市历史博物馆的建制基本定型。天津市艺术博物馆，始建于1957年12月10日，是天津市文化局抽调出历史博物馆的艺术部，并在其基础上组建的。天津市历史博物馆将部分历史文物中具有较高艺术价值的调拨给天津市艺术博物馆保存。
1968年8月，天津市历史博物馆、天津市艺术博物馆、天津自然博物馆以及“泥人张”彩塑工作室曾合并组建天津市博物馆。1972年8月，天津市毛泽东思想胜利万岁展览馆与天津市博物馆合并。1973年10月，又恢复至合并前的建制。1984年2月，天津市文化局文物管理处所属的考古队并入原天津市历史博物馆，成为考古部。2003年，原天津历史博物馆考古部并入新成立的天津市元明清天妃宫遗址博物馆，2004年12月，由原天津市历史博物馆、天津市艺术博物馆合并而成的天津博物馆正式开馆。

### 2004年至今

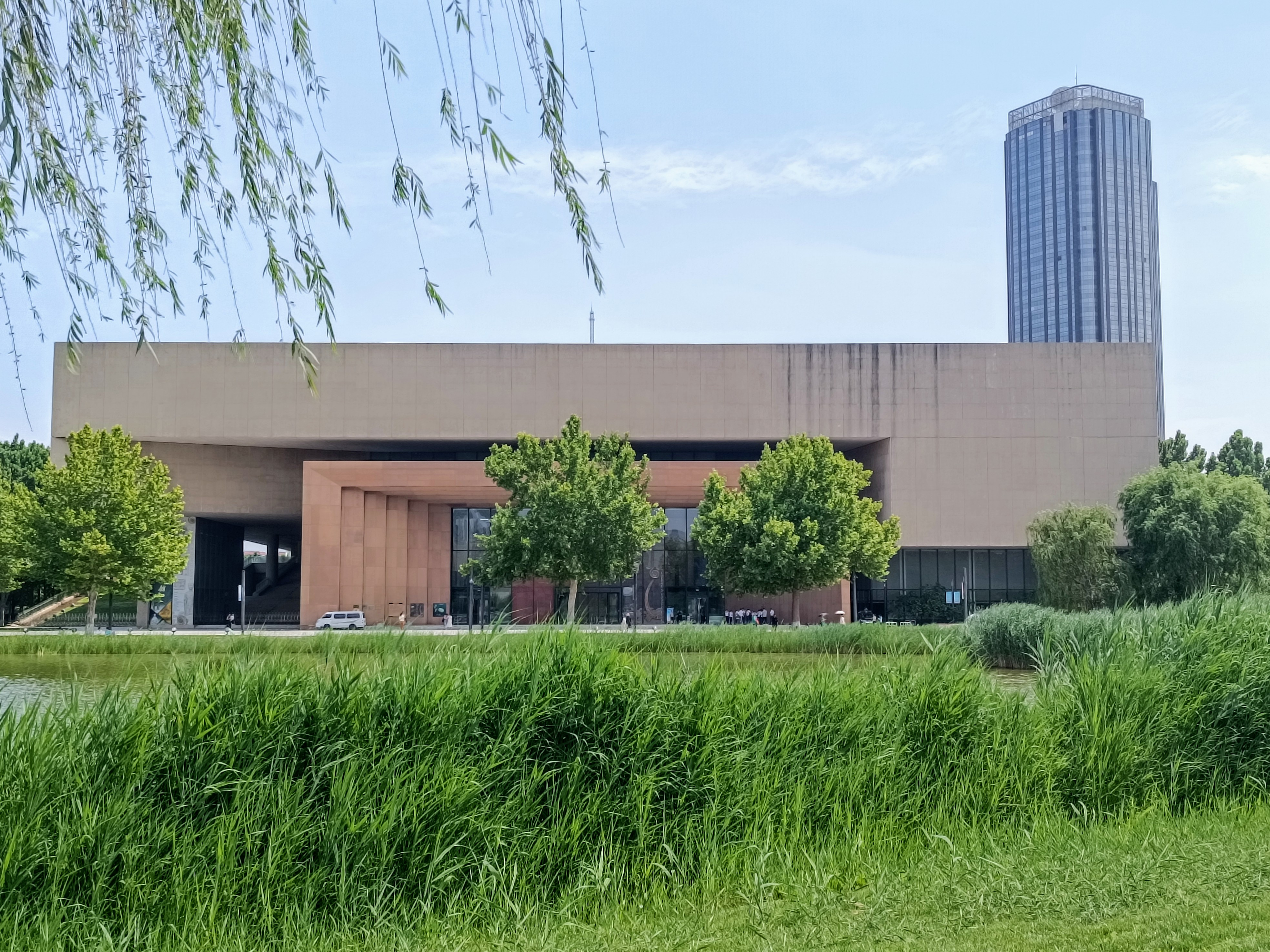
2025年的天津博物馆

2004年12月20日，天津市历史博物馆与天津市艺术博物馆合并而成的天津博物馆，在河西区友谊路31号的新馆址正式对社会开放。2008年，位于天津文化中心区域内的天津博物馆新馆开工建设，并于2012年落成并对外开放。

## 建筑

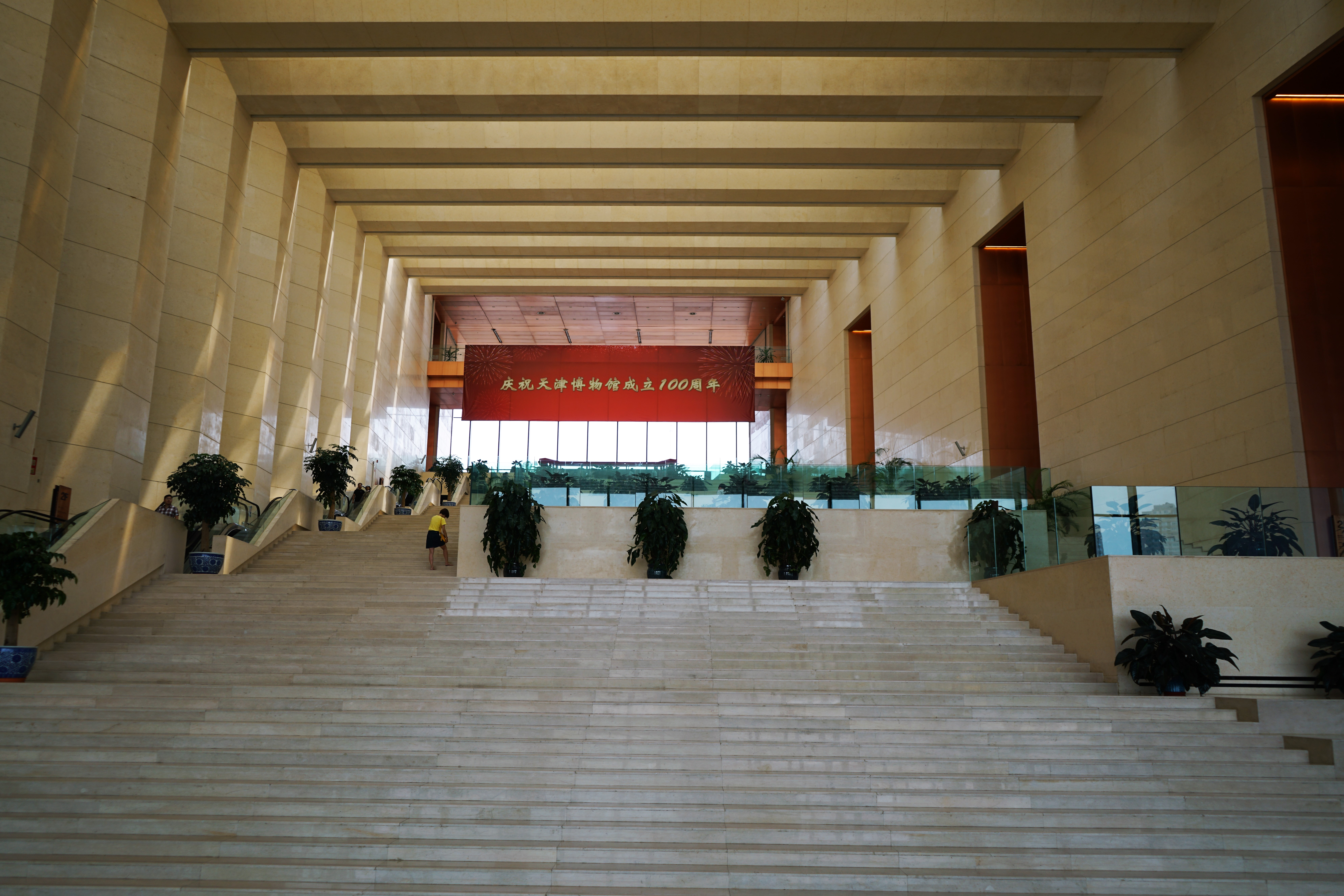
天津博物馆公共大厅

天津博物馆2012年启用的新馆舍总建筑面积6.4万平方米，共设13个展厅，展厅总面积1.4万平方米，其中有2800平米为临时交流展厅，地下库房面积1.1万平方米近400人的国际报告厅，还有一处可容纳。分为地上五层，地下一层。整座建筑2008年12月至2010年6月由华南理工大学建筑设计院设计，2012年5月建成，共投资超过8亿元。天津博物馆是用“世纪之窗”的概念展现天津的历史和地位。博物馆北向入口的设计概念用“重门叠涩”作为天博“世纪之窗”的开端，这个入口空间宽50米，高17米，分为六层逐级放大的叠涩，代表着天津卫建城600年的历史。进入博物馆后则是天博“世纪之窗”的核心区域“时光隧道”，也就是连接各展厅的公共大厅，时光隧道宽30米、长80米、高14米，大厅逐级向上升，由低到高分别连接着古代、近代和现代展厅。逐级而上就可以参观各个时代的展厅，这也就是“时光隧道”形成的概念。“世纪之窗”的终点是宽100m、高12m的宏大的“未来大厅”，因为玻璃幕墙的关系使得“未来大厅”成为博物馆内最明亮的空间。古铜色是该概念的基调，显示出天津厚重的传统。博物馆主体由浅黄色石材构成，使得博物馆体现出厚重有力的体量感。

## 陈列

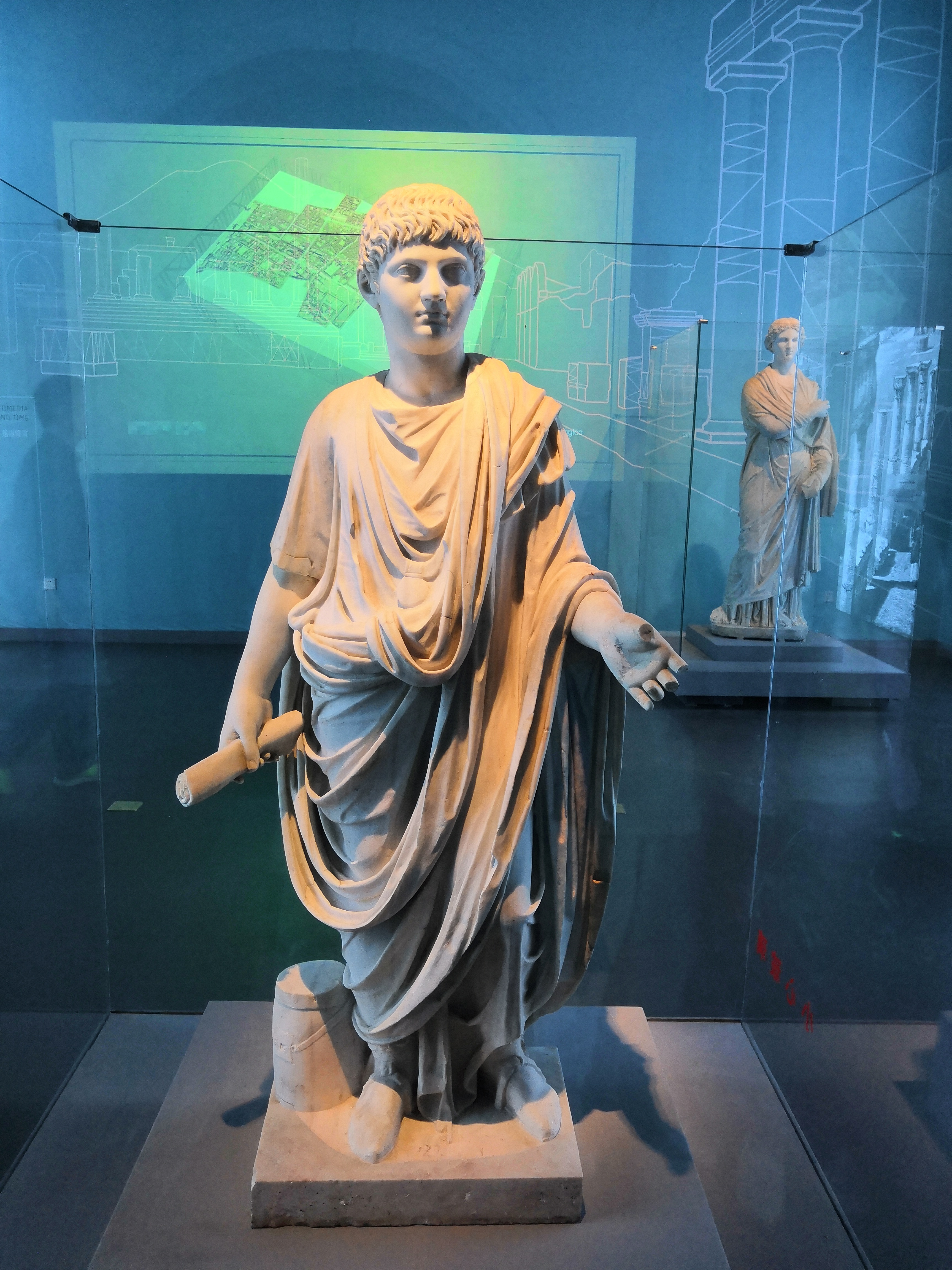
天津博物馆巡展的庞贝儿童石塑

天津博物馆新馆常设三个基本陈列：以古代天津为主题的《天津人文的由来》、以近代天津为主题的《中华百年看天津》和馆藏精品文物为主题《耀世奇珍——馆藏文物精品陈列》。2012年起，天津博物馆先后展出“安和常乐——吉祥文物陈列”、“天与民藏——京津冀民间收藏文化图片展”“吴门书画特展”“清代前期绘画特展”“清代中期绘画特展”“文海撷珍——天津博物馆藏近代文献展”“青蓝雅静——馆藏明清青花瓷器陈列”“聚赏珍玉——中国古代玉器陈列”“镜影——天津博物馆藏古代铜镜展”、吉祥文化、“砚拓——天津博物馆藏古砚与拓片展”“砚拓——天津博物馆藏古砚与拓片”等几十场文物艺术品专题陈列。

### 耀世奇珍——馆藏文物精品陈列
《耀世奇珍——馆藏文物精品陈列》是天津博物馆常设展览之一，在面积为840平方米的展厅内展出了63件套最具代表性的文物，其中古代青铜器、玉器、书画、瓷器、工艺等类别，其中包括两件禁止出境展览文物，分别是太保鼎和隋白釉龙柄双联传瓶。

#### 太保鼎
天津博物馆藏有的太保鼎是清道光或咸丰年间出土于山东寿张县的商周时期青铜器的典型代表“梁山七器”之一 ，鼎通高近58厘米，口长近36厘米，宽约23厘米，重达26千克。鼎口有雕有双兽的立耳，蕉叶纹与饕餮纹装饰在鼎腹部，四角装饰有扉棱，有四只装饰有扉棱及中部有装饰圆盘的柱足。这种柱足是发现的商周时期青铜器中独有的。腹内壁铸有“大保铸”三个字，据查此鼎为西周成王时的太保召公奭所铸。太保鼎为中华人民共和国国家一级文物，禁止出境展览文物之一。

#### 隋白釉龙柄双联传瓶
白釉龙柄双联传瓶是另一件藏于天津博物馆的国家一级文物且为禁止出境展览文物。白釉龙柄双联传瓶高18.5厘米 ，口径超过5厘米 ，底径约2.5厘米，腹径则由11厘米，通体为白釉。瓶单颈，双腹由两个环形系相连，瓶肩有两条手工捏塑的龙形柄，龙头摊入瓶口。此瓶于中国国家博物馆所藏的出土于隋李静训墓的白瓷双腹龙柄传瓶造型相同，但瓶底刻有“此传瓶，有並”的字样，白瓷双腹龙柄传瓶则没有刻款。此瓶不仅为该类文物提供了名称参考，也代表了隋代白瓷制作的最高工艺水平。

#### 该展其他展品
该展区的展品还有高约11厘米，宽超过13.5厘米的铜鎏金五世达赖坐像，坐像的第五世达赖喇嘛盘坐在方形的坐垫上，身披袈裟，头戴桃型僧帽，右手施触地印，左手施定印托经。
还有高超过16厘米，口径4厘米，底径5厘米的乾隆款珐琅彩芍药雏鸡图玉壶春瓶，瓶身釉面洁白，并配有两组蕉叶纹和芍药雏鸡图的珐琅彩绘画，空白处有题诗：“青扶承露蕊，红妥出阑枝”以及朱文“春和”印、白文“翠铺”印、朱文“霞映”印，底部有“乾隆年制”的楷书款，此瓶原为清宫旧藏，后转入潘之翘之手，1960年代被天津博物馆征购。
以及清乾隆年间的黄玉云纹龙首四耳瓶，该瓶高不到19厘米，宽约9厘米，口径约5厘米，是由新疆黄玉雕琢而成，瓶口方圆，瓶颈则雕有四云纹耳，瓶身刻有细云纹，底部则是圆雕龙首，座后有卷云纹使得龙头看起来穿出云朵而龙尾则藏于云中。
另外该展馆还有一对碧玉兽面纹提梁卣，该对提梁卣通高近30厘米，腹径约14厘米，是由一整块新疆和田碧玉雕琢而成的仿商代铜卣的直颈玉卣。该对提梁卣雕刻有兽面纹，肩部则是方形双耳并套有双龙首提梁活环，六条对称的棱脊贯穿盖到底。
另外还有由一块翡翠抛开制成一对的翡翠缠枝菊花纹环耳扁盖瓶，该对瓶高42.8厘米，口径9.6×5.4厘米，呈现淡翠绿色以及少许淡粉色，盖有桃形钮以及缠枝菊花纹，瓶身两侧也雕有缠枝菊花纹并在瓶肩部套有活环。对花和叶纹的雕刻技法具有阿拉伯风格。
战国 楚王酓（悍）鼎也是天津博物馆馆藏珍贵文物之一，该鼎通高53厘米、口径超过45厘米、腹围将近150厘米。在鼎的盖内、口沿、腹部等处有60字的铭文。记载了楚幽王用缴获的兵器铸成此鼎的历史事实。该鼎与另一件形制相同、大小相同、铭文相同的鼎出土于安徽寿县朱家集（今属长丰县）李三孤堆，另一件鼎藏于国家博物馆。
天津博物馆馆藏的夔纹禁是仅存两件的西周铜禁之一，禁高23厘米，长126厘米，宽超过46厘米，整体成长方形，中空无底，顶部有三个椭圆形子口，禁前后有2排16个长方形孔，左右有4个长方形孔。四周都装饰有夔纹。
除此之外，新石器时代的红山文化黄玉猪龙，战国时期的青玉行气铭饰，东汉时期的青玉双螭谷纹璧，唐代的摹王羲之草书寒切帖卷，宋代的定窑白釉印花牡丹纹盘、哥窑盘、钧窑玫瑰紫釉葵式三足洗、汝窑盘、张择端所绘的金明池争标图页、赵孟坚所绘的水仙图卷，南宋的玉壶冰琴，元代边鲁所绘的起居平安图轴、钱选所绘的花鸟图卷、青玉翼龙纹双耳壶，明代的釉里红松竹梅纹罈、宣德款青花海水云龙纹天球瓶、顾从义摹刻石鼓文石砚、仇英所绘的桃源仙境图轴、甜白釉梅瓶，清代的万笏朝天卷、青玉孝淑睿皇后谥册、散秩大臣喀喇巴图鲁阿玉锡像轴、朱耷所画的河上花图卷、雍正二年试乙号样款粉彩荷莲纹盘、翡翠蝈蝈白菜、祺皇贵太妃之宝银玺等文物均在此展馆展出。

### 中华百年看天津

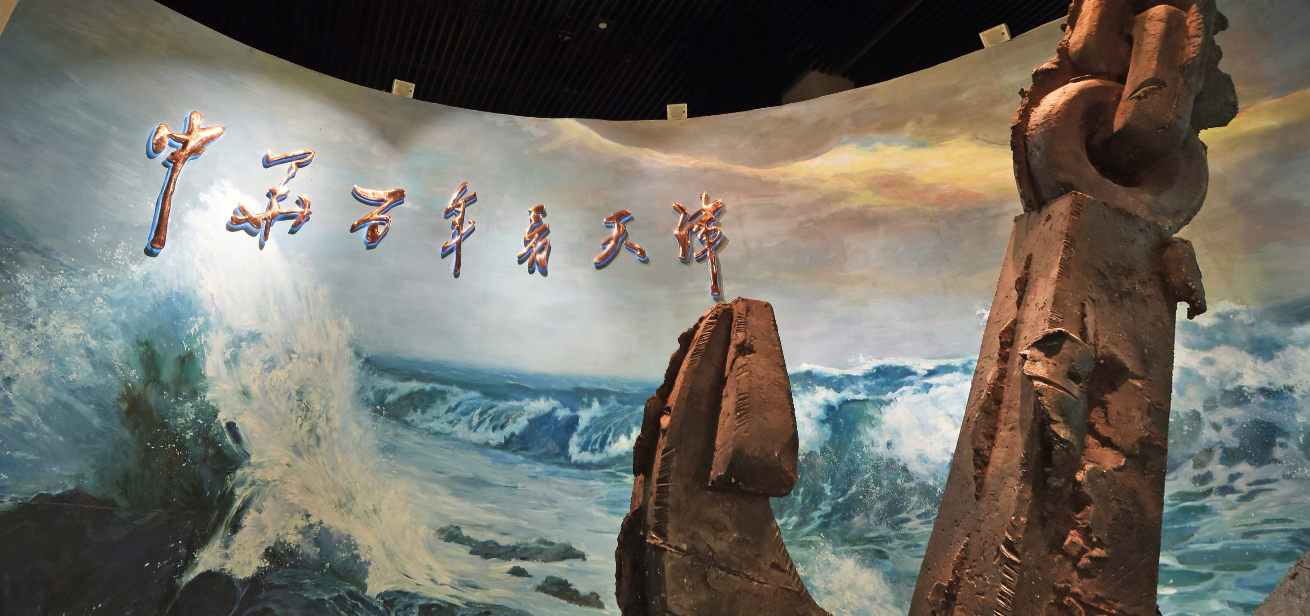
天津博物馆 中华百年看天津

“中华百年看天津”是天津博物馆常设陈列之一，该展展出了鸦片战争起至中华人民共和国建立期间，天津的历史和天津城市发展的历程。占地2600平方米的陈列内容共分为9个部分，分别是“天津历史的积淀”、“英勇悲壮的抗争”、“工业文明的启蒙”、“殖民统治的见证”、“北洋新政的诞生”、“ 中西文化的交汇”、“北方经济的中心 ”、“日本侵华的基地 ”、“红色风攀的雷鸣”，这9部分也构成了陈列序厅中巨大船锚上的浮雕，代表各国文化的浮雕的下方是破碎的地板，代表着外国文化入侵中的天津。展览采用史、志复合体例，复合近代史有始有终的发展规律又满足发掘内涵的需要。展馆独特的门楼设计，让各个展室连接的自然，洋楼的设计则让观众有一种置身其中的感觉，而建筑模型则是直观的让观众们感受到当时建筑的样貌。展览从抵御外侮、政治变革、经济发展、文化交融新民主主义革命等方面揭示了天津在商业城市发展、中西文化交融的过程。再此展区内可以看到当时各租界的界碑，近代工业机械如水泵、轧花机、电动机，当时的武器、牌匾、石像、石碑、文献资料等珍贵文物。

### 青蓝雅静——馆藏明清青花瓷器陈列

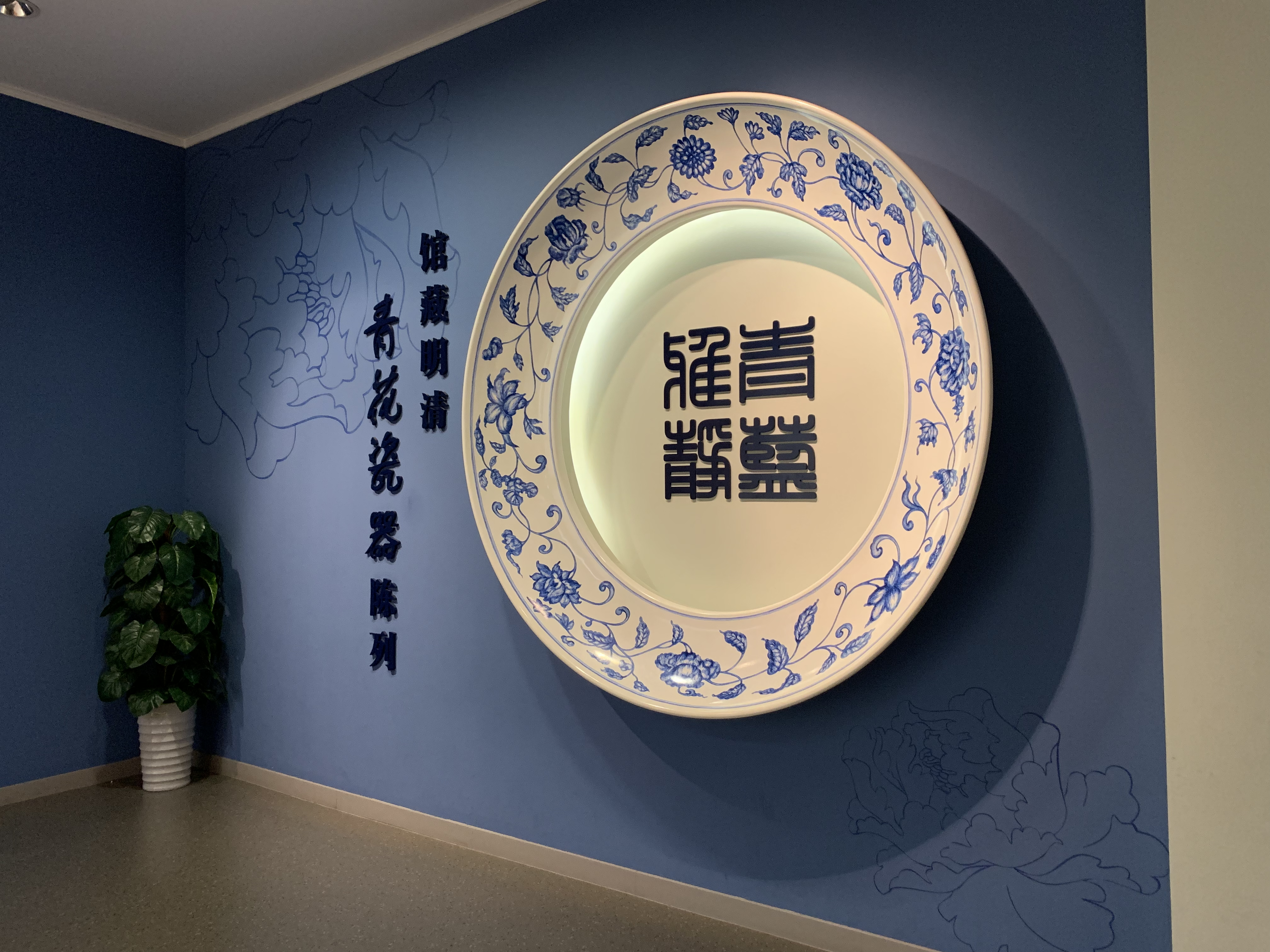
青蓝雅静——馆藏明清青花瓷器陈列

青蓝雅静——馆藏明清青花瓷器陈列是天津博物馆常设的主题展览之一，该展区按时间顺序分为9个部分，分别是由初创到成熟的“唐代-元代青花（公元618年-1358年）”、因为朝野动荡而导致的“空白期”的“明代正统-天顺青花（公元1436年-1464年）”、发展平稳，常见阿拉伯文的“明代成化-正德青花（公元1465年-1521年）”、常见道教题材、“福”、“寿”字样的吉祥祈福内容的“明代嘉靖-万历青花（公元1522年-1620年）”、多见山水题材的“明代天启-崇祯青花（公元1621年-1544年）”、多见民窑器物的“清代顺治青花（公元1644年-1661年）”、包括“青花五彩”的康熙青花、柔美俊秀的雍正青花以及造型繁多、善于仿古的乾隆青花的“清代康熙-乾隆青花（公元1662年-1795年）”、工艺粗糙、造型笨拙，常见“浪荡釉”的“清代嘉庆-咸丰青花（公元1796年-1861年）”、外销并被仿制的韩国、日本、越南、伊朗、英国、法国、荷兰的“外销青花瓷”。共展出超过250件青花瓷文物。在该展区内可以看到因为明武宗重视伊斯兰教，故在当时非常流行有祈福主题的阿拉伯文字的青花瓷，例如上小下大，中空的，器座身绘有缠枝纹，并有阿拉伯文字的正德款青花阿拉伯文器座，用郑和下西洋带回来的“苏麻离青”料所绘的永乐青花龙纹扁壶等明清时代为主的青花瓷器。

### 聚赏珍玉——中国古代玉器陈列

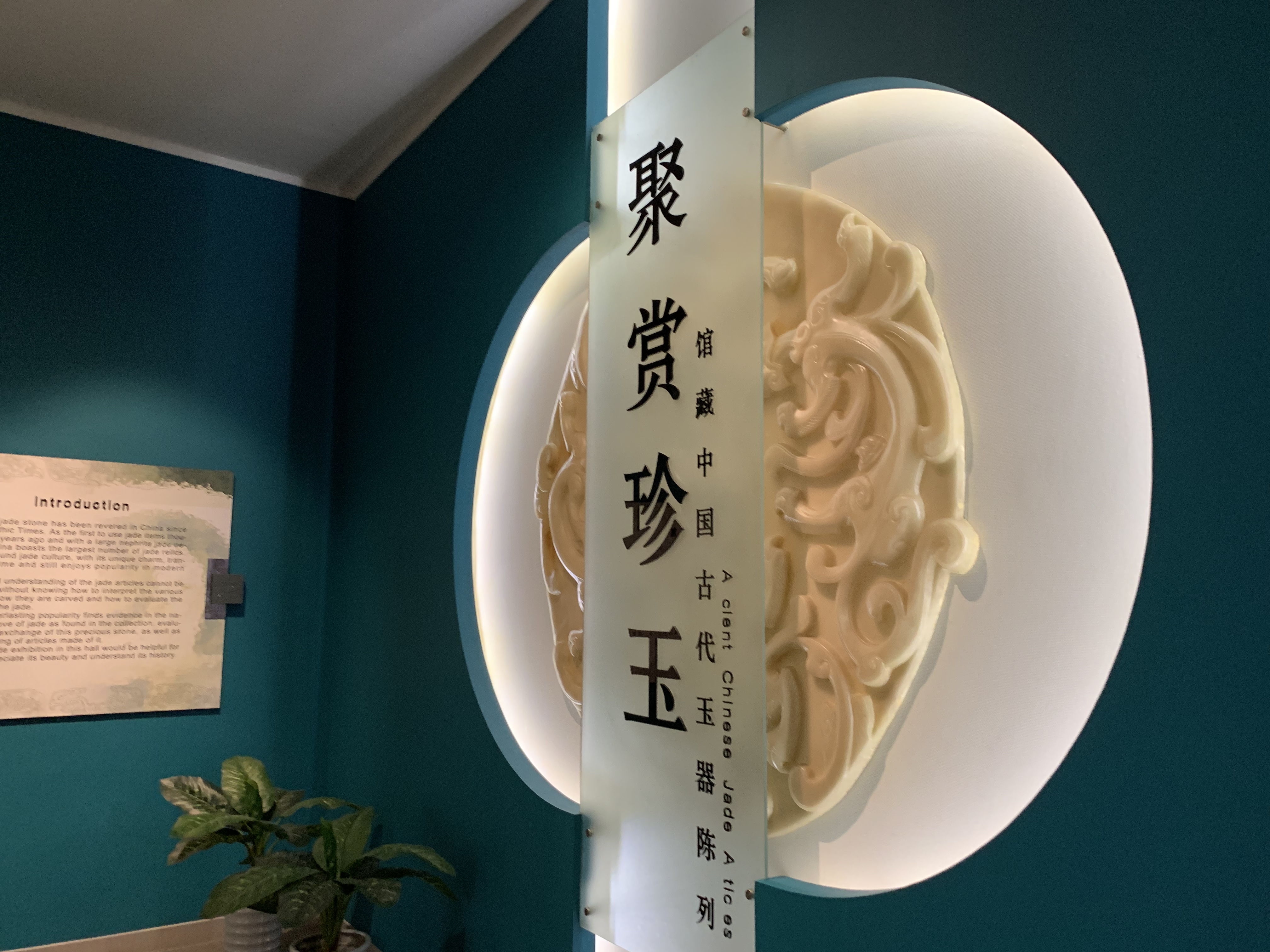
天津博物馆聚赏珍玉——中国古代玉器陈列

聚赏珍玉——中国古代玉器陈列是天津博物馆常设的主题展览之一，陈列内容是中华人民共和国成立后考古发掘的玉器以及学术界对玉器研究的情况。内容共分7个部分共33个专题。7个部分分别是“玉蕴神奇——新石器时代玉器”、“玉炫王权——商代玉器”、“以玉从礼——周代玉器”、“玉兆祯祥——汉代玉器”、“玉之新韵——魏晋南北朝玉器”、“美玉纷繁——唐宋辽金玉器”、“玉之大成——明清玉器”。玉器主题内容包括从汉代吉祥文化到唐代的佛教到宋元阿拉伯文字到清代的痕都斯坦玉等。在此区可以看到形制类似于汉代直筒式玉卮的高超过11厘米、口径超过5厘米、宽约7厘米、足径4厘米宋代白玉云纹卮，刻有“健康”的阿拉伯文的文宋代青玉牌，仿照西周青铜簋的明代墨玉龙纹直线纹双耳簋等玉器。

### 镜影——天津博物馆藏古代铜镜展

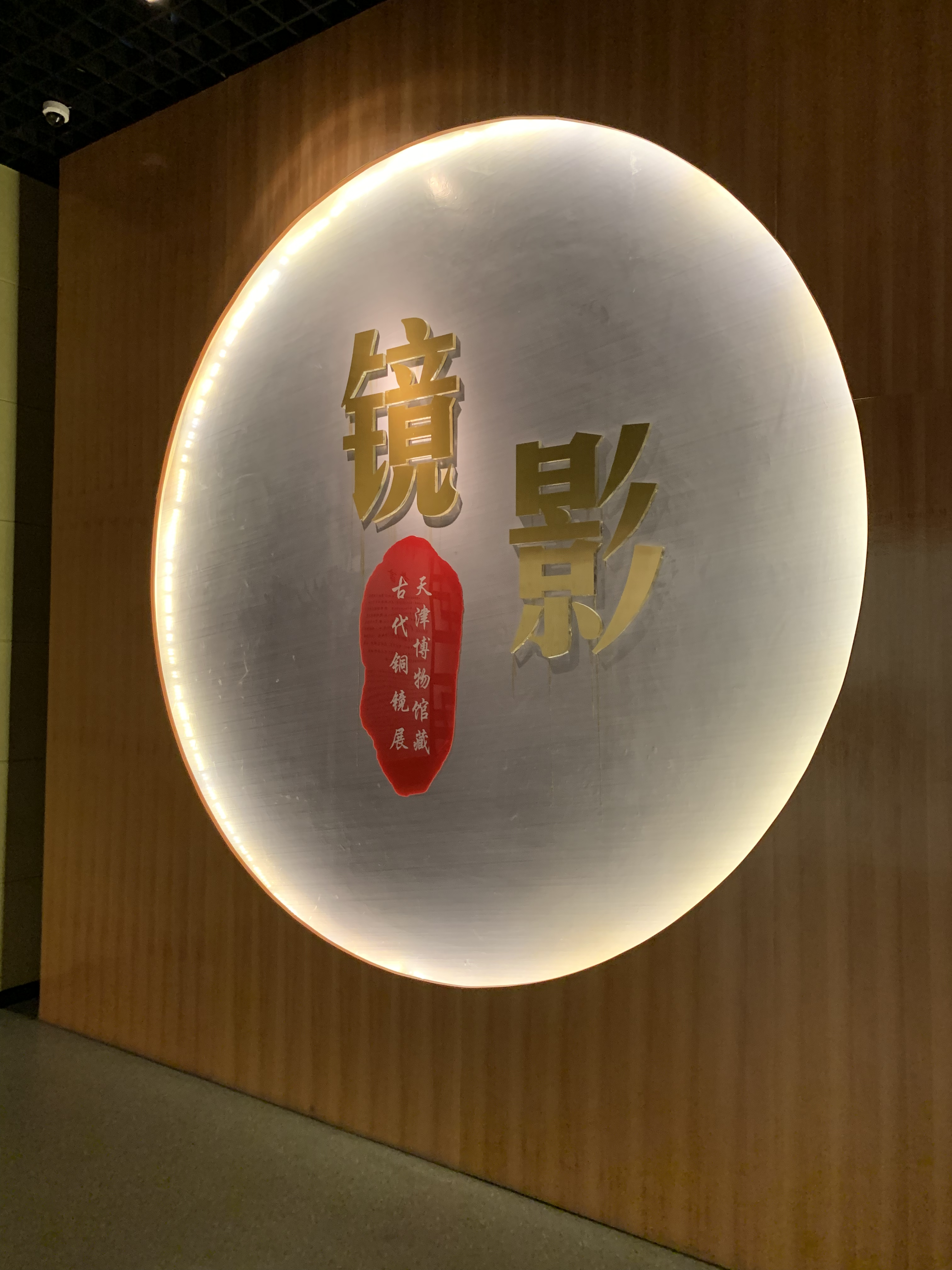
镜影——天津博物馆藏古代铜镜展

镜影——天津博物馆藏古代铜镜展是天津博物馆常设的主题展览之一，天津博物馆共收藏铜镜约1000面，此展展出了从新石器时代至明清时期近170面铜镜，展览分为五部分，分别是“自然质朴 迈向成熟——先秦时期的铜镜”、“清静无为 羽化升仙——两汉魏晋南北朝时期的铜镜”、“千姿百态 兼容并蓄——隋唐时期的铜镜”、“纯真写实 世俗风貌——宋元明清时期的铜镜”和“九河下梢 底蕴丰富——天津地区出土的铜镜”。在该展中可以看到战国时期的四山纹镜、唐代极为罕见的唐代羽人瑞兽葡萄纹镜等铜镜。

## 开放
天津博物馆目前免费开放，观众在开放时间内可凭有效证件到领票处领取参观门票，团体观众需预约参观。天津博物馆的开放时间为每周二至周日的上午九点至下午四点半，下午四点停止领票，周一闭馆。